# Mariana Bridi Costa
Mariana Bridi Costa (18 tháng 6 năm 1988 – 24 tháng 1 năm 2009), còn được gọi là Mari, là một người mẫu người Brazil.

## Tiểu sử
Cô bắt đầu sự nghiệp của mình ở tuổi 14 và tham gia vào các cuộc thi và sự kiện thời trang. Năm 2006, cô giành được vị trí thứ tư trong cuộc thi sắc đẹp Hoa hậu Thế giới Brazil 2006. Năm 2007, cô tham gia cuộc thi Hoa hậu Bikini Quốc tế.
Trong cùng năm đó, cô tham gia vào Cuộc thi Đại diện Khuôn mặt Vũ trụ được tổ chức tại Nam Phi và giành danh hiệu Khuôn mặt đẹp thứ tư trên thế giới. Cô cũng là một người vào chung kết tại Brazil trong cuộc thi sắc đẹp Hoa hậu Thế giới 2008 và giành vị trí thứ tư.
Bridi bị bệnh vào tháng 12 năm 2008, ban đầu cô bị nghi ngờ có sỏi thận. Vào đầu tháng 1, cô được chẩn đoán nhiễm trùng đường tiết niệu trở nên tồi tệ hơn do nhiễm trùng do vi khuẩn gây ra, có lẽ là Pseudomonas aeruginosa, một tác nhân gây bệnh khó chữa trị do kháng nhiều kháng sinh. Pseudomonas aeruginosa là một tác nhân bất thường gây nhiễm trùng đường tiết niệu mà và dường như đã gây ra chứng bệnh nhiễm trùng huyết.
Sau đó, bệnh nhiễm trùng của cô trở nên tồi tệ hơn, gây hoại tử mô ở bàn chân và bàn tay. Các chi của cô bị cắt cụt với hy vọng việc này sẽ cứu sống cô. Một phần của dạ dày của cô sau đó đã bị cắt bỏ trong ca phẫu thuật cuối cùng của cô.
Cô qua đời vào sáng ngày 24 tháng 1 năm 2009, tại một bệnh viện ở Espírito Santo do các biến chứng do nhiễm trùng huyết hoại tử do nhiễm trùng. Nguyên nhân tử vong theo giấy chứng nhận của bệnh viện là nhiễm trùng huyết nặng, nhiễm trùng tiết niệu và chảy máu bụng dẫn đến nhiều cơ quan mất đi khả năng hoạt động.